# Фазылов, Бахтиёр Шухратович
Бахтиёр Шухратович Фазылов (узб. Baxtiyor Shuhratovich Fozilov; род. 30 июля 1975 года, Самарканд, Узбекская ССР, СССР) — узбекский олигарх, предприниматель и меценат.
Мажоритарный акционер крупных узбекских и международных компаний, таких как Eriell Group, Enter Engineering и Ferkensco. Председатель правления Eriell Group, председатель попечительского совета Всемирного Общества по изучению, сохранению и популяризации культурного наследия Узбекистана, президент Федерации хоккея Узбекистана. С января 2025 является Генеральным Директором компании Enter Engineering Pte. Ltd.

## Биография
Родился 30 июля 1975 года в городе Самарканд, Узбекская ССР.
В 1992 году окончил средне образовательную школу 46 Самаркандской области , позднее получил образование по специальности «Международные экономические отношения» в Ташкентском государственном экономическом университете.
В 1999 году основал компанию Eriell для поставки бурового оборудования нефтегазовым компаниям.
В 2017 году основал и возглавил Федерацию хоккея Узбекистана.

## Предпринимательская деятельность
В 1999 году Фазылов основал компанию Eriell, которая к началу 2020-х годов выросла в международную нефтегазовую сервисную группу, предоставляющую услуги бурения, а также промышленного и гражданского строительства. Eriell ведет активную деятельность в Узбекистане, Ираке, России, Бангладеш и в ряде других стран Центральной Азии, Южной Азии и Ближнего Востока.
Фазылов также является крупным акционером глобальной промышленной строительной компании Enter Engineering, работающей, преимущественно, в Центральной Азии. Она выполняет EPC-контракты, а также контракты «под ключ», для таких клиентов как Hyundai, Petronas и другие. Enter Engineering является EPC-подрядчиком по проекту Oltin Yo’l GTL (в настоящее время - Uzbekistan GTL) стоимостью 3,6 млрд долларов на юго-западе Узбекистана. Планируется, что пятая подобная установка в мире будет производить более 1,5 миллиона тонн высококачественного синтетического жидкого топлива в год.
В 2022 году Enter Engineering по заказу принадлежащей Фазылову компании Samarkand Touristic Centre построила крупнейший в республике Узбекистан туристический центр Silk Road Samarkand, в который вошло 8 отелей (5-и и 4-х звёздные), конгресс-центр и историко-этнографический парк «Вечный город», стоимость строительства составила $381 млн. В сентябре 2022 года в Silk Road Samarkand прошёл саммит ШОС.
В 2021 году Бахтиёр Фазылов стал совладельцем созданной в 2017 году нефтяной компании Jizzakh Petroleum, которая была переименована в Sanoat Energetika Guruhi («Промышленная энергетическая группа», также SEG, позже - Saneg). В 2021 году эта компания получила лицензии на 105 нефтянных месторождений, что сделало её крупнейшей нефтедобывающей компанией в Узбекистане, а в 2022 году, после приобретения за $100 млн Ферганского нефтеперабатывающего завода, и крупнейшим переработчиком нефти в республике. К середине 2022 года Saneg стала одной из крупнейших вертикально интегрированных нефтегазовых компаний в Узбекистане, на её долю приходилось около 80% добычи нефти и около 22% её доказанных запасов. К концу 2022 года объём доказанных запасов нефти, которыми владеет Saneg, заметно вырос — в июне  в Зарафшанской впадине (Навоийская область) было открыто крупнейшее в Узбекистане месторождение сверхвязкой нефти и битума «Янги Узбекистан» («Новый Узбекистан», около 100 млн т нефти). В 2020 году общий объём добычи достигал 498,7 тыс т нефти и 497,4 млн м3 природного газа.
Фазылов является основным акционером в строительстве газохимического комплекса на базе технологии МТО (превращение метанола в олефины), ставшим системообразующим для свободной экономической зоны «Каракуль» в Бухарской области. Проект стоимостью 2,8 миллиарда долларов должен помочь Узбекистану перестать зависеть от экспорта природного газа и заменить нынешний импорт продукцией более глубокой переработки и с большей добавленной стоимостью, включая этилен и пропилен. В феврале 2021 года было подписано шесть лицензионных соглашений с зарубежными компаниями по внедрению на этом предприятии технологий производства продукции глубокой переработки: Chemtex (Invista) (США) - ПЭТ; Scientific Design (США) - МЭГ; Versalis (Италия) - ПЭНП / ЭВА; Haldor Topsoe (Дания) - метанол; Grace (США) - полипропилен; Sinopec (Китай) - МТО.
Фазылову принадлежит Ferkensco — инвестиционная компания, управляющая строительством агрохимических предприятий, в том числе по производству удобрений. В 2022 году эта компания начала строительство одного из крупнейших в Узбекистане заводов для производства фосфорных удобрений, который будет обеспечивать отечественных и зарубежных аграриев. Планируется также построить к 2025 году завод по производству аммиака (495 тыс. тонн в год) и карбамида (594 тыс. тонн в год), объём инвестиций - $500 млн.
В 2022 году была основана авиакомпания Air Samarkand, контрольный пакет которой принадлежит Бахтиёру Фазылову. Кроме того, он является владельцем компании Air Marakanda, которая управляет аэропортом Самарканда и является одним из инвесторов его модернизации.
В январе 2023 года стало известно, что Фазылов выкупил долю Республики Узбекистан в футбольном клубе «Сурхан» из города Термез. Сумма сделки не раскрывалась, СМИ сообщали, что уставный фонд ФК «Сурхан» составлял 1 млрд сумов (около $91 тыс). Новый владелец стал обладателем 100 % акций клуба.

## Меценатская деятельность
В 2018 году на II-ом Конгрессе Всемирного Общества по сохранению, изучению и популяризации культурного наследия Узбекистана Бахтиёр Фазылов был избран Председателем попечительского совета — заместителем председателя правления.  За активную работу в Обществе, за вклад в сохранение и изучение культурного наследия Узбекистана и «за содействие философским и медицинским исследованиям и сотрудничеству между странами Европейского Союза, Средиземноморья и Центральной Азии» в 2022 году Фазылову была вручена премия Avicennia International Prize («Международная премия Авицены»).
В 2021 году V-ый Конгресс Общества  «Культурное наследие Узбекистана — фундамент нового Ренессанса» прошёл в рамках Международного культурного форума «Центральная Азия на перекрестке мировых цивилизаций», организованного по инициативе Президента Узбекистана  Шавката Мирзиёева совместно с ЮНЕСКО. 
В марте 2018 года при поддержке и участии Бахтиёра Фазылова и его компании Eriell была создана Федерация хоккея Узбекистана, он был избран первым президентом ФХУ.
С 2019 года принадлежащие Фазылову компании Eriell Group и Enter Engineering поддерживают программу United World Colleges, позволяющую одаренным узбекским студентам учиться в вузах по всему миру. К 2021 году первые участники этой программы отправились учиться в Гонконг, Италию, Индию, Великобританию и Армению, в 2022 году - в Норвегию, Армению, Гонконг и Танзанию.
В 2022 году в Узбекистане, при участии Фазылова в качестве председателя совета директоров, был запущен негосударственный благотворительный фонд MESCA (сокращение от Medical Excellence and Science in Central Asia). Фонд был основан в 2021 году в Швейцарии.

## Премии и награды
- 2019 год — Орден «Фидокорона хизматлари учун»[35]
- 2022 год — Премия Avicennia International Prize[26]